# Kim tự tháp Menkaure

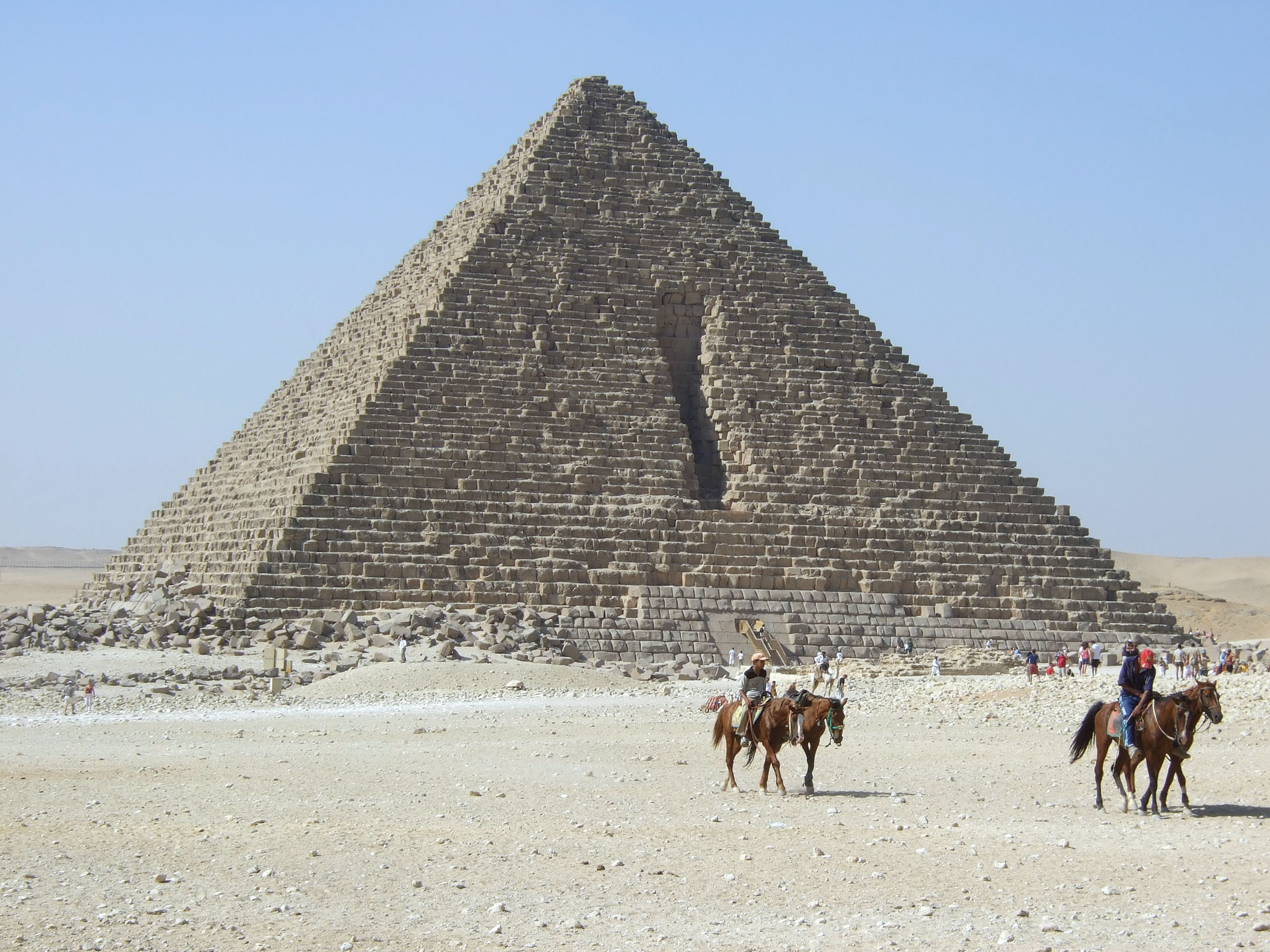
Kim tự tháp Menkaure

Kim tự tháp Menkaure hay kim tự tháp Mycerinus hay kim tự tháp Menkaura là kim tự tháp thứ ba và là kim tự tháp nhỏ nhất ở Giza. Kim tự tháp này có niên đại 4500 năm trước là lăng mộ cho pharaoh Menkaure của Vương triều thứ 4. Đây được xem là kim tự tháp lớn cuối cùng của Ai Cập. Xung quanh kim tự tháp có ba kim tự tháp nữ hoàng của ba bà vợ hoàng đế Menkaure.